# František Otakar ze Starhembergu
František Otakar hrabě ze Starhembergu (německy Franz Ottokar Graf von Starhemberg; 9. května 1662, Vídeň – 21. října 1699, Stockholm) byl rakouský šlechtic, dvořan a diplomat. Od mládí působil u císařského dvora, v diplomatických službách se prosadil jako dlouholetý vyslanec ve Švédsku (1690–1699). Na významných postech v diplomacii se prosadili i jeho potomci ve třech generacích a v roce 1765 získal rod titul knížat.

## Životopis
Pocházel z rakouského rodu Starhembergů, narodil se jako starší syn dlouholetého dolnorakouského místodržitele Konráda Baltazara ze Starhembergu (1612–1687) z jeho druhého manželství s hraběnkou Kateřinou, rozenou Cavrianiovou (1640–1716).
Dosáhl kvalitního vzdělání a absolvoval kavalírskou cestu, mimo jiné pokračoval ve studiu v Itálii. Po návratu do Vídně se připojil k císařskému dvoru, kde byl jmenován císařským komorníkem a tajným radou. V roce 1690 byl jmenován císařským vyslancem ve Švédském království, kde strávil devět let až do své předčasně smrti. Před odjezdem se setkal s českým nejvyšším purkrabím Adolfem Vratislavem ze Šternberka, který měl se Skandinávií bohaté zkušenost. Pokračoval přes Čechy do Drážďan, kde jej hostil vyslanec Jan Jiří Marek z Clary-Aldringenu, poté se v Hamburku setkal s dosavadním vyslancem ve Švédsku Antonínem Janem z Nostic. Úspěšně se zhostil úkolu přivést Švédsko mezi spojence proti Francii v devítileté válce. I když švédská podpora měla spíše jen symbolický charakter, diplomatické vztahy mezi Stockholmem a Vídni byly v té době nadstandardní. Ve Stockholmu byl mimo jiné propagátorem katolické víry a s finanční podporou příbuzných usiloval o zřízení jezuitského vzdělávacího ústavu v Linci určeného pro konvertity ze Skandinávie. 
Jeho patronem ve Vídni byl říšský vicekancléř Dominik Ondřej z Kounic. Díky jejich vzájemné korespondenci dochované v Moravském zemském archivu v Brně jsou poměrně podrobně zmapované Starhembergovy aktivity ve Švédsku.
František Otakar ze Starhembergu zemřel ve věku 37 let ve Stockholmu, jeho tělo bylo převezeno k pohřbení na rodové panství Eferding v Horních Rakousích. 

## Rodina
V roce 1687 se ve Vídni oženil s hraběnkou Marií Cecílií Rindsmaulovou (1664–1737). Měli spolu šest dětí. Nejstarší syn Konrád Zikmund (1689–1727) byl též diplomatem a v letech 1722–1726 císařským vyslancem ve Velké Británii. Dcera Marie Eleonora (1691–1745) se provdala za hraběte Antonína Collalta (1681–1741), majitele Brtnice. Další dcera Marie Ernestina (1698–1724) byla manželkou hraběte Julia Hamiltona (1687–1759), který vlastnil statky v západních Čechách.
Jeho mladší bratr Gundakar Tomáš (1663–1745) byl významným státníkem a dlouholetým prezidentem dvorské komory. Jejich starší nevlastní bratr Arnošt Rüdiger (1638–1701) byl polním maršálem a proslul především obranou Vídně před Turky v roce 1683. V další generaci v osobě Jiřího Adama (1724–1807) získali Starhembergové knížecí titul.